# Martian Manhunter
Martian Manhunter (även kallad J'onn J'onzz) är en fiktiv seriefigur, en superhjälte, som dyker upp i publikationer av DC Comics. Figuren är skapad av författaren Joseph Samachson och tecknaren Joe Certa, och dök upp för första gången i Detective Comics #225 (1955). Martian Manhunter är känd för att vara en av grundarna av Justice League.

## Fiktiv biografi
J'onn J'onzz är en grönhudad, utomjordisk humanoid från planeten Mars, som förflyttas till jorden genom en experimentell teleporteringsstråle som konstruerats av Dr Saul Erdel. På grund av saknad data lyckas inte vetenskapsmännen sända honom tillbaka till Mars. Han beslutar sig för att bekämpa brott i väntan på marsiansk teknik att utvecklas till ett stadium som gör det möjligt att han räddas. För detta ändamål antar han identitet John Jones, en detektiv i den fiktiva staden Middletown i USA.
I andra serier har han dock en annan bakgrundshistoria. Hans planet invaderas av utomjordingar som förstör allt i sin väg. J'onn var den enda överlevande och tog sig till jorden för att varna för rymdvarelserna som nu siktade in sig på jorden. Han fick tag i "Justice League" och lyckades med deras hjälp att stoppa invasionen och rädda jorden. Efter samarbetet med hjältarna i Justice league slog han sig samman med dem och de blev som en familj tillsammans.

## Krafter och förmågor
Martian Manhunter är innehavare av ett flertal övermänskliga krafter, som inkluderar
1. Telepati: förmågan att kommunicera med andra människor och varelser genom att tänka. Han kan även läsa andras tankar.
2. Flygförmåga: Han kan dock inte flyga lika fort som Superman eller springa lika fort som Flash, men han är ändå ganska snabb.
3. Superstyrka: Han är nästan lika stark som Superman och Wonder Woman. Han kan lyfta ungefär 600 ton.
4. Skepnads-skiftare: Han kan ta skepnad av andra människor, och också djur som drakar och ormar. Han kan även göra sig själv gigantisk. Han kan bli elastisk som Mr. Fantastic.
5. Ogripbarhet* (* "Intangible" på engelska): Han kan göra sig själv genomskinlig och därmed gå genom väggar och andra material. Slag, sparkar och vapen som svärd och pistolskott kan också gå rakt igenom honom.
6. Osynlighet: Han kan göra sig själv osynlig.
7. Viss osårbarhetsförmåga. Han kan stå emot fysiska och mentala krafter från andra supermänniskor, men han är inte immun mot vissa gaser och sjukdomar som Stålmannen är, utan alla gaser och gifter påverkar honom lika lätt som på en vanlig människa.
8. Han kan projicera energistrålar från ögonen.

Svagheter: Sömn- och giftgas och eld.